# Koson (oblast de Transcarpatie)
 (septembre 2024).
Pour les articles homonymes, voir Koson.
Koson (en ukrainien : Косонь, en hongrois : Mezőkaszony) est un village de l'oblast de Transcarpatie (province) dans l'ouest de l'Ukraine.
Le village est situé à environ 20 km au nord-ouest de Berehove. Administrativement, le village appartient au raion de Berehove, dans l'oblast de Transcarpatie.
Il a été mentionné pour la première fois sous le nom de Kozun en 1332.

## Population
Aujourd'hui, la population compte 2338 habitants, en majorité des Hongrois. Environ 90% de la population de la ville était hongroise lors du recensement de 2001.